# Japanasternolaelaps japanensis
Genre
Espèce
Japanasternolaelaps japanensis est une espèce d'acariens mesostigmates de la famille des Ichthyostomatogasteridae, la seule du genre Japanasternolaelaps.

## Distribution
Cette espèce est endémique du Japon.

## Publication originale
- Hirschmann & Hiramatsu, 1984 : Die Gattung Japanasternolaelaps nov. gen. Hirschmann u. Hiramatsu 1984 und Beschreibung einer neuen Japanoasternolaelaps-Art aus Japan. Acarologie, Nürnberg, vol. 31, p. 133–136.